# Queenie Newall
Sybil Fenton Newall (ur. 17 października 1854 w Calderbrook; zm. 24 czerwca 1929 w Cheltenham) – była brytyjska łuczniczka, mistrzyni olimpijska. Startowała w konkurencji łuków klasycznych.
Największym jej osiągnięciem był złoty medal igrzysk olimpijskich w Londynie w 1908 roku w konkurencji Double National round.